# The Reckoning Project
The Reckoning Project: Ucrania testifica (en. The Reckoning Project: Ukraine Testifies, TRP) es un proyecto en el que participan periodistas ucranianos e internacionales, abogados y analistas que recogen pruebas de los crímenes de guerra cometidos por Rusia en Ucrania. Basándose en las pruebas recopiladas, los participantes en el proyecto preparan casos judiciales y proyectos mediáticos para los medios de comunicación ucranianos y extranjeros. Los reportajes, artículos de análisis y documentales del equipo "Ucrania testifica" se han publicado en The Atlantic, Vanity Fair, la revista TIME, Ukrayinska Pravda y el sitio web hromadske.  

## Historia del proyecto
En marzo de 2022, poco después de la invasión a gran escala de Ucrania por Rusia, el proyecto “Ucrania testifica” fue fundado por el equipo del Laboratorio de Periodismo de Interés Público dirigido por Nataliya Gumenyuk, la corresponsal de guerra Janine Di Giovanni y el investigador Peter Pomerantsev en cooperación con el Instituto de Reportería de Guerra y Paz. Los activistas de derechos humanos y los periodistas del proyecto "Ucrania testifica" tienen experiencia trabajando con crímenes de guerra en Siria, Bosnia, Chechenia y Ruanda.
La junta directiva del proyecto incluye, entre otros, al abogado e investigador Philippe Sands; al historiador  Timothy Snyder; ; a la política alemana Rebecca Harms; al abogado británico Wayne Jordash; a la periodista y académica Linda Kinstler; y al historiador ucraniano y estadounidense  Serhii Plokhy.
The Reckoning Project es miembro de la Coalición de Organizaciones de Derechos Humanos "Ucrania. Cinco de la mañana" / Ukraine 5AM Coalition, que recopila y documenta crímenes de guerra y crímenes contra la humanidad, cometidos durante la agresión armada rusa en Ucrania.

## Principios de trabajo
El proyecto "Ucrania testifica" combina el periodismo con la responsabilidad jurídica para lograr justicia y poner de relieve la verdad sobre la invasión rusa de Ucrania.
Un total de 20 periodistas de investigación ucranianos de diferentes partes de Ucrania participan en el proyecto. Los periodistas de The Reckoning Project han recibido formación en la recogida de pruebas de acuerdo con las normas legales. También han recibido formación en derecho humanitario internacional y en el trabajo con traumas.
El equipo del proyecto verificó, estudió y archivó los testimonios recogidos para su posterior uso en los procedimientos judiciales. En total, The Reckoning Project recogió más de 150 testimonios. Los investigadores trabajaron en las regiones de Donetsk, Járkiv, Zaporizhzhia, Chernihiv, Sumy, Kryvyi Rih, Chornobyl y en varios pueblos de las regiones de Jersón, Mykolaiv y Kyiv.

## Historias multimedia creadas
Los periodistas de The Reckoning Project también han trabajado en importantes proyectos mediáticos para publicaciones ucranianas e internacionales. Los temas de estos proyectos incluían la deportación forzosa de niños, el bombardeo indiscriminado de civiles y las ejecuciones de funcionarios del gobierno.
Los siguientes proyectos mediáticos se publicaron como parte de The Reckoning Project:
- Un mes terrible de cautiverio ruso: la historia de un sótano en un pueblo ucraniano. Reportaje especial y documental sobre el cautiverio en el sótano de la escuela de Yahidne, publicado en inglés y ucraniano por TIME.[8]
- "Papá, tienes que venir o nos adoptarán". La horrible saga bélica de una familia ucraniana. La historia de cómo tres niños sobrevivieron al asedio de  Mariupol, al traslado forzoso y al encarcelamiento de su padre.[9]
- Seis vidas bajo bombas no guiadas. Cómo los aviones rusos atacaron zonas residenciales en Chernihiv. La historia del ataque aéreo del 3 de marzo de 2022 пcontra zonas residenciales de Chernihiv.[10]
- "Estación Kramatorsk". Un proyecto mediático que incluye un documental sobre el ataque con misiles a la estación de ferrocarril de Kramatorsk el 8 de abril de 2022.[11]
- "No entendieron nada, sólo arruinaron la vida de la gente". Cómo los invasores rusos torturaron a los habitantes de las ciudades ucranianas. El artículo de  Nataliya Gumenyuk y Anne Applebaum sobre los maltratos de los rusos a los líderes de las comunidades ucranianas. El proyecto mediático incluye también el documental "Paraíso perdido", del cineasta ucraniano Roman Bondarchuk, sobre la persecución de Viktor Maruniak, jefe del pueblo de Stara Zburyivka.[12]
- Cómo sobrevivieron a la ocupación los médicos de Snihurivka: salvaban a la gente, no traicionaron el juramento hipocrático y esperaban al ejército ucraniano. La historia del hospital municipal de Snijurivka, en la región de Mykolaiv, que estuvo bajo ocupación rusa durante 9 meses.[13]
- Historias de cautiverio y resistencia en la Ucrania ocupada por el Kremlin. Las tropas de Rusia toman edificios en ciudades ucranianas ocupadas. Varios de ellos se convirtieron en centros de detención y torturas.[14]